# Alojzij Turk
Alojzij Turk (ur. 21 listopada 1909 w Prečnie, zm. 19 kwietnia 1995 w Lublanie) – słoweński duchowny rzymskokatolicki, arcybiskup belgradzki.

## Życiorys
Po zdaniu matury w 1929, rozpoczął studia teologiczne. 8 lipca 1934 otrzymał święcenia prezbiteriatu. Następnie wyjechał do Macedonii, gdzie służył do 1960, gdy został proboszczem Katedry Chrystusa Króla w Belgradzie. Od 1964 był delegatem arcybiskupa, sędzią i konsultantem w archidiecezji belgradzkiej.
4 marca 1980 papież Jan Paweł II mianował go arcybiskupem belgradzkim. 20 kwietnia 1980 przyjął sakrę biskupią z rąk pronuncjusza apostolskiego w Jugosławii abpa Michela Cecchiniego. Współkonsekratorami byli arcybiskup zagrzebski Franjo Kuharić oraz arcybiskup lublański Alojzij Šuštar.
16 grudnia 1986, dwa lata po osiągnięciu wieku emerytalnego, przeszedł na emeryturę i powrócił do Słowenii.